# Furia testamentaria
La lex Furia testamentaria va ser una antiga llei romana instada pel tribú de la plebs Gai Furi, en una data desconeguda però al començament del segle ii aC.
Per les Lleis de les dotze taules la facultat de llegar era il·limitada i sovint passava que els llegats que instituïa el testador liquidaven l'herència i no deixaven res o quasi res per l'hereu. La lex Furia prohibia deixar en donació mortis causa o llegat, més de mil asos a una sola persona excepte a alguns molt propers que s'especificaven, i si deixava una quantitat superior hauria de pagar una multa de quatre mil asos, però el llegat no s'anul·lava. La llei no va solucionar el problema, ja que els romans van continuar fent llegats, ara en forma de múltiples petits llegats de mil asos a un mateix testamentari. Més tard les lleis Falcidia i Voconia la van esmenar.